# Uroboros (Červený trpaslík)
Uroboros (v anglickém originále Ouroboros) je třetí epizoda sedmé série (a celkově třicátá devátá) britského sci-fi sitcomu Červený trpaslík.
Scénář napsal Doug Naylor, režie Ed Bye. Poprvé byla epizoda odvysílána 31. ledna 1997 na britském televizním kanálu BBC2.

## Námět
Se členy Kosmiku navážou spojení jejich protějšky z jiné dimenze za pomocí interdimenzionálního tunelu. V jejich dimenzi je Lister hologram na tvrdé světlo a Kochanská přežila únik radiace ve stázi. Žádá Listera (člověka) o sperma, aby mohla mít dítě. Na tunel zaútočí Gelfové a způsobí, že Kochanská musí zůstat na palubě druhého Kosmiku. David Lister se dozví pravdu o svém početí.

## Děj
Hospoda The Aigburth Arms, Liverpool, 26. listopad 2155:
Někdo pokládá pod kulečníkový stůl čerstvě narozeného chlapce v krabici s nápisem „OUROB OROS“. Přichází štamgast Frank a objeví dítě, které předá vzápětí barmance. Společně se diví, kdo sem mohl chlapce odložit a navíc napsat na krabici dvě jména - Rob a Ros. Že by se nemohli ani dohodnout na jméně? Číšnice si říká, že z chlapce určitě vyroste nějaký rošťák...
Kosmická loď Červený trpaslík, 3 000 000 let poté:
Dave Lister se věnuje hygieně, trhá si chloupky z nosu a když si kýchne, vypadne mu zubní korunka. Přilepí si ji nazpět lepidlem na dřevo a když si pak čistí zuby zubní nití, nit se mu přilepí. Kryton obstará Davidovi dámský župan a papuče ve stylu plyšových králíčků. Kocour je informuje, že se něco děje, ale není schopen to specifikovat.
Jde o energetickou vlnu, která se blíží ke Kosmiku. Vesmírné plavidlo do ní vletí a ve strojovně se otevře velmi nestabilní tunel mezi dvěma dimenzemi. Kryton, Kocour a vymóděný Lister s nití mezi zuby kráčejí tunelem, z druhé dimenze jim jdou v ústrety jejich protějšky. Druhý Lister je hologram na tvrdé světlo a vysvětluje jak se to stalo. V jeho realitě to byla Kristina Kochanská, která skončila ve stázi a přežila únik radiace. On sám zemřel a byl vzkříšen Hollym.
Objeví se Kochanská a pohlíží na lidského Listera s despektem. Jeho růžový dámský župan, králíčkové papuče a nitě v zubech příliš respektu nevzbuzují. Přesto po něm Kristina chce naplnit zkumavku jeho spermatem, aby mohla mít dítě.
Na tunel zaútočí z neprostoru gelfská válečná loď, ten se roztrhne a Kochanskou zachrání Lister pomocí nití ze zubů. Z gelfské lodi přichází hlášení, že si Kinitawowé jdou pro Davida Listera, protože nebyl rozveden se svou právoplatnou gelfskou manželkou a ta jej chce zpátky. To se Listerovi nezamlouvá, Kochanská chce zase zpátky ke své posádce a tak spolupracují při pilotáži, až se jim podaří gelfské plavidlo vymanévrovat.
Kryton má velký strach, že s nimi Kochanská zůstane natrvalo. Bojí se, že se o něj David Lister přestane zajímat a dá přednost ženě na palubě. On pak zůstane sám. Listerovi se příliš nedaří jej uklidnit. Kryton dává Kochanské své antipatie otevřeně najevo. Jejich vzájemná hádka se utiší teprve poté, co zazní signál z terminálu, jenž oznamuje opětovné otevření interdimenzionálního tunelu.
Kochanská se loučí s Listerem a předá mu mobilní telefon, který funguje i mezi dimenzemi, mohou si zavolat. Pak David uvidí v Kosmiku nápis na jedné z beden: OUROBOROS. Dojde mu, že ze zkumavky, kterou předal Kochanské se narodí on sám, čili je svým vlastním otcem a Kristina jeho matkou. Vyběhne do tunelu, aby ji zastavil a vyžádal si zkumavku zpátky.
Gelfové opět útočí a podaří se jim tunel roztrhnout. Kochanská zůstane na špatné straně, s čímž se nehodlá smířit. Snaží se přeskočit propast, což se jí nezdaří a ona mizí v neprostoru. David Lister ji zachrání jen za cenu zranění - prostřelí jí stehno uvázaným šípem z kuše a s pomocí přátel ji vytáhne do tunelu. Kochanská je na palubě Kosmiku a zotavuje se ze zranění.
O OSMNÁCT MĚSÍCŮ POZDĚJI
Lister se vrací za pomoci stroje času do hospody v Liverpoolu, kde promlouvá k malému chlapci v krabici, než jej nechá pod kulečníkovým stolem:
„Budeš mít pocit, že tě někdo pohodil, ale tak to není, hochu. Ty jsi jenom vytvořil paradox, aby si uzavřel kruh. Když teď cestujeme časem, lidstvo nemůže nikdy vyhynout. My tady budeme kroužit navěky. Zatím chlapče.“

## Produkce
Arnold Rimmer se již v sérii od této epizody dále nevyskytuje jako člen posádky (s výjimkou krátkých scének pojatých jako vzpomínky či sny ostatních členů). Nahradila jej Kristina Kochanská, kterou hraje britská herečka Chloë Annettová.
Vzhledem k tomu, že epizoda byla o několik minut delší, padla volba omezit úvodní intro, aby se nemusela vystřihnout scéna z děje. „Uroboros“ je druhá epizoda ze seriálu, kde z této příčiny chybí úvodní znělka. Tou první je závěrečná epizoda druhé série „Paralelní vesmír“.
Dítě pod kulečníkovým stolem (v roli malého Listera) je Alexander John-Jules, synovec Dannyho Johna-Julese - představitele Kocoura.